# Vernon Duke
Vernon Duke, pseudonimo di Vladimir Aleksandrovič Dukel'skij (in russo Владимир Александрович Дукельский?; Paraf'janovo (gubernija di Minsk), 10 ottobre 1903 – Santa Monica, 16 gennaio 1969), è stato un compositore russo naturalizzato statunitense.
Compositore di grande talento, molte delle sue composizioni sono entrate negli standard del repertorio jazz ed ancora oggi vengono frequentemente riprese. Fra queste: April in Paris (1932), This Is Romance (1933), Autumn in New York (1935), I Can't Get Started (1936), Taking a Chance on Love (1940).
È da annoverarsi tra i grandi compositori di musica americana dell'era del jazz, insieme a George Gershwin, Cole Porter, Jerome Kern, Hoagy Carmichael.

## Opere
Musical e riviste musicali
- 1926 - Yvonne (operetta)
- 1928 - The Yellow Mask
- 1932 - Walk a Little Faster
- Ziegfeld Follies of 1934 (Broadway, 4 gennaio 1934)
- 1934 - Thumbs Up
- Ziegfeld Follies of 1936 (Broadway, 1936)
- 1939 - The Show is On
- 1940 - Cabin in the Sky con Ethel Waters, Dooley Wilson, Katherine Dunham e Rex Ingram, che arrivò a 156 recite al Broadway theatre, contenente Taking a Chance on Love che nel 1943 raggiunse la prima posizione con Benny Goodman ed Helen Forrest.
- 1941 - Banjo Eyes con Eddie Cantor e Lionel Stander, che arrivò a 126 recite all'Hollywood Theatre.
- 1942 - The Lady Comes Across
- 1943 - Dancing in the Streets
- 1944 - Jackpot
- 1944 - Sadie Thompson
- 1952 - Two's Company
- 1956 - The Littlest Revue
- 1963 - Zenda

Balletti
- 1935 - Public Gardens
- 1957 - Emperor Norton
- 1961 - Lady Blue